# Тошо Гоцев
Тошо Стоянов Гоцев е български учен и лекар, физиолог и интернист, професор.
Завършва медицина в Софийския медицински факултет през 1927 година. Прави специализации в Берлин (1935), Мюнхен (1936) и Кеймбридж (1936-1937). Отначало работи като доброволен лекар в Университетската клиника по вътрешни болести на Медицинския факултет (1928-1929), след това и като доброволен асистент (1929-1931), асистент във Физиологичния институт на Медицинския факултет (1931-1936). От 1936 до 1941 г. е частен доцент, от 1941 до 1945 г. е редовен доцент. През 1945 г. става извънреден професор, през 1949 г. – редовен професор, а от 1959 до 1970 година завежда Катедрата по физиология. Проф. Гоцев е бил и заместник-ректор на ВМИ – София.
Дългогодишен доверен лекар на Св. Синод на Българската православна църква и на врачанския митрополит Паисий.
Гоцев е член-основател на Дружеството на интернистите в България, а от 1939 година е член на Кралското дружество на физиолозите във Великобритания. Автор е на повече от 120 научни публикации в областта на кръвоносната и кръвотворната системи, терморегулацията, храносмилането.